# Concórdia Atlético Clube
El Concórdia Atlético Clube es un club de fútbol brasileño de la ciudad de Concórdia. Fue fundado en 2005 y juega en el Campeonato Catarinense y en el Campeonato Brasileño de Serie D.

## Entrenadores
- Amauri Knevitz (marzo de 2011–abril de 2011)[7][8]
- Agenor Piccinin (abril de 2014–2014)[9]
- Mauro Ovelha (julio de 2017–marzo de 2018)[10][11]
- Emerson Cris (febrero de 2020–abril de 2021)[12][13]
- Itamar Schülle (septiembre de 2021–agosto de 2023)[14][15]
- Lucas Isotton (agosto de 2023–presente)[4]

## Palmarés

### Torneos estatales
- Campeonato Catarinense Serie B (1): 2017[16]

Copa Santa Catarina
- 2024